# PONG☆PONG
『PONG☆PONG』（ポンポン）は、小沢真理による日本の漫画作品。2006年から2008年に、『コーラス』（集英社）において連載された。単行本は同社のクイーンズコミックスより全3巻。

## 概要
男子校に通う女の子っぽい男子高校生がチアリーダーを結成し、憧れの先輩への恋や学園生活に奮闘する様子を描いた作品。
1996年に『コーラス』で発表した「レモンドロップス」に登場した脇役を元に、主人公を構想・企画した作品。主人公の名前は、往年の時代劇スター・市川雷蔵から思いついた。

## あらすじ
男子校の私立青嵐学園高校に通う雷蔵は、同級生の巡とともに調理部に入っていた。ある日、同級生・山上から、男子ばかりのチアリーダーを学園祭の目玉企画として披露するよう頼まれる。学園祭の実行委員長・東郷に心をときめかせた雷蔵は、部員を集めてチア部を結成。猛練習の末、学園祭に大勢の観客を集めて大成功する。青嵐学園のチア部は一躍有名になり、その後も活動を続けることにした雷蔵たち。やがて2年生になり、新入部員も加わったチア部は、アメフト部の応援をすることになる。試合当日、卒業生となった東郷が女性を連れて現れ、それに動揺した雷蔵は演目の大技を失敗して負傷。試合後、東郷から女性は元彼女でよりを戻したと聞き、雷蔵は涙する。

## 主な登場人物
大島 雷蔵（おおしま らいぞう）
私立青嵐学園高校の1年生。調理部の部員で乙女系。山上に頼まれてチア部を結成する。
山上（やまがみ）
チア部員。学園祭の企画を考えていた時に、雷蔵と巡の姿を見て男ばかりのチアリーダーを思いつき東郷に提案。自らもチア部に加入する。雷蔵に心をときめかせ、彼の喜ぶ顔が見たい自分に気づく。
東郷 如月（とうごう きさらぎ）
雷蔵の先輩。私立青嵐学園高校3年生で生徒会長。学園祭の実行委員長を務め、男子チアリーディングを学園祭の目玉にしようと企画する。
片岡 巡（かたおか めぐる）
チア部員。調理部の部員で乙女系。雷蔵とともにチア部を結成する。
小鹿 廣（こじか ひろし）
チア部員。大柄でいかつい顔だが、チア経験者の姉がおり、踊りが上手。
山田 実津昌（やまだ みつまさ）
チア部員。巡に借金があったため断れず、チア部に入る。

## 書誌情報
- 小沢真理 『PONG☆PONG』 集英社〈クイーンズコミックスコーラス〉、全3巻
  1. 2006年10月19日発売、ISBN 4-08-865365-3[2]
  2. 2007年12月19日発売、ISBN 978-4-08-865442-3[3]
  3. 2008年11月19日発売、ISBN 978-4-08-865508-6[4]